# Helene Thurner
Helene Thurner –conocida como Leni Thurner– (Zams, 12 de agosto de 1938) es una deportista austríaca que compitió en luge en la modalidad individual.
Participó en dos Juegos Olímpicos de Invierno en los años 1964 y 1968, obteniendo una medalla de bronce Innsbruck 1964 en la prueba individual. Ganó tres medallas en el Campeonato Mundial de Luge entre los años 1961 y 1967, y una medalla en el Campeonato Europeo de Luge de 1962.

## Palmarés internacional
| Juegos Olímpicos   | Juegos Olímpicos      | Juegos Olímpicos  | Juegos Olímpicos |
| Año                | Lugar                 | Medalla           | Prueba           |
| ------------------ | --------------------- | ----------------- | ---------------- |
| 1964               | Innsbruck (Austria)   | Medalla de bronce | Individual       |
| Campeonato Mundial |                       |                   |                  |
| Año                | Lugar                 | Medalla           | Prueba           |
| 1961               | Girenbad (Suiza)      | Medalla de bronce | Individual       |
| 1963               | Imst (Austria)        | Medalla de plata  | Individual       |
| 1967               | Hammarstrand (Suecia) | Medalla de bronce | Individual       |
| Campeonato Europeo |                       |                   |                  |
| Año                | Lugar                 | Medalla           | Prueba           |
| 1962               | Weissenbach (Austria) | Medalla de plata  | Individual       |